# Antonio Nava
Antonio Nava Cid (Atizapán de Zaragoza, Estado de México; 9 de septiembre de 1999) es un futbolista mexicano. Su posición es Mediocampista y su actual club es el Dorados de Sinaloa de la Liga de Expansión MX.

## Trayectoria

### Inicios y Club Tijuana
Inició su carrera como profesional en las fuerzas básicas del Club Tijuana, en donde tuvo participación por las categorías Sub-15 hasta Sub-20, además de jugar también en el equipo filial del equipo en la Segunda División de México.
Debutó con el primer equipo del Club Tijuana en un partido de Copa MX ante el FC Juárez que terminó con un empate a cero goles.
Su debut en Primera División se dio un 10 de noviembre de 2018, en un partido correspondiente a la Jornada 16 del Apertura 2019 ante el Monarcas Morelia, en dicho encuentro arrancó dentro del once titular, y además marcó su primer gol como profesional al minuto 53', aunque su equipo terminó cayendo por marcador de 2-3.

### Querétaro FC
El día 6 de enero de 2020 es presentado como nuevo refuerzo del Querétaro FC de cara al Clausura 2020.
Su debut en el equipo queretano se dio el 21 de enero de 2020 en un partido de octavos de final de la Copa MX ante el FC Juárez, jugando de titular y saliendo de cambio al minuto 62'. Mientras que su debut con el equipo en la Liga MX se dio el 13 de marzo del 2020 también como titular y jugando todo el partido.

### Dorados de Sinaloa
El 20 de julio de 2020 se hace oficial su llegada a Dorados de Sinaloa.

## Estadísticas

### Clubes
Actualizado al último partido jugado el 2 de noviembre de 2023.
| C. Tijuana · México               | 1.ª                 | 2018-19             | 6  | 1 | 9  | 0 | - | - | 15  | 1 | 0.06 |
| C. Tijuana · México               | 1.ª                 | 2019                | 1  | 0 | 4  | 0 | - | - | 5   | 0 | 0.00 |
| C. Tijuana · México               | Total               | Total               | 7  | 1 | 13 | 0 | 0 | 0 | 20  | 1 | 0.06 |
| Querétaro F. C. · México          | 1.ª                 | 2020                | 1  | 0 | 1  | 0 | - | - | 2   | 0 | 0.00 |
| Querétaro F. C. · México          | Total               | Total               | 1  | 0 | 1  | 0 | 0 | 0 | 2   | 0 | 0.00 |
| Dorados de Sinaloa · México       | 2.ª                 | 2020-21             | 24 | 0 | -  | - | - | - | 24  | 0 | 0.00 |
| Dorados de Sinaloa · México       | 2.ª                 | 2021-22             | 22 | 3 | -  | - | - | - | 22  | 3 | 0.14 |
| Dorados de Sinaloa · México       | 2.ª                 | 2022-23             | 33 | 1 | -  | - | - | - | 33  | 1 | 0.05 |
| Dorados de Sinaloa · México       | 2.ª                 | 2023-24             | 3  | 0 | -  | - | - | - | 3   | 0 | 0.00 |
| Dorados de Sinaloa · México       | Total               | Total               | 82 | 4 | 0  | 0 | 0 | 0 | 82  | 4 | 0.06 |
| Total en su carrera               | Total en su carrera | Total en su carrera | 90 | 5 | 14 | 0 | 0 | 0 | 104 | 5 | 0.07 |
| (1) Incluye datos de Copa México. |                     |                     |    |   |    |   |   |   |     |   |      |